# Anton Deimel
Anton Deimel (* 5. Dezember 1865 in Olpe; † 7. August 1954 in Rom) war ein deutscher Altorientalist, Jesuit und Theologe.

## Leben
Deimel gilt als einer der Begründer der Sumerologie, die sich mit der Sprache, Geschichte, Literatur, Religion und Mythologie und Kultur des mesopotamischen Volkes der Sumerer beschäftigt. Er befasste sich vor allem mit Wirtschaftstexten des 3. Jahrtausends v. Chr.
Anton Deimel hatte in London bei Johann Strassmaier studiert und auch (alle oder den Großteil) von Strassmeiers Notizbüchern mit Abschriften zahlreicher altorientalischer Texte nach Rom transferiert.
Sein bedeutendstes Werk war das 1925 begonnene Sumerische Lexikon.

## Werke
- Anton Deimel: Die Inschriften von Fara, Band 1: Liste der archaischen Keilschriftzeichen; Ausgrabungen der Deutschen Orientgesellschaft in Fara und Abu Hatab 1; Wissenschaftliche Veröffentlichung der Deutschen Orientgesellschaft 4; Osnabrück: Zeller, 1970 ( = Leipzig: J. C. Hinrichs, 1922); Online beim Max-Planck-Institute for the History of Science